# Cyrtodactylus luci
Cyrtodactylus luci — вид ящірок з родини геконових (Gekkonidae). Описаний у 2024 році.

## Таксономія
Cyrtodactylus luci є частиною видового комплексу Cyrtodactylus chauquangensis. Вид назвали на честь в'єтнамького зоолога доктора Люка Ван Фама, доцента з Національного музею природи В'єтнаму Академії науки і технологій В'єтнаму, який зробив великий внесок у дослідження біорізноманіття у В’єтнамі.

## Поширення
Ендемік В'єтнаму. Відомий лише у типовому місцезнаходженні — у вапняковому карстовому лісі поблизу села Тхам Фук (22°29.514'N, 104°12.416'E, на висоті 677 м над рівнем моря), громада Кок Лі, район Бак Ха, провінція Лаокай.

## Опис
Тіло завдовжки 89,5 мм (не враховуючи хвоста). Спинний візерунок складається з 5 або 6 неправильних темних смуг, переривчаста тонка шийна стрічка без V-подібної або трикутної форми посередині, верхня поверхня голови з темно-коричневими плямами.